# Amytornis modestus
Amytornis modestus е вид птица от семейство Maluridae. Видът е незастрашен от изчезване.

## Разпространение
Amytornis modestus е ендемичен е за Австралия. Среща се в сухите райони на северозападен Нов Южен Уелс, северните части на Южна Австралия, до южните участъци на Северната територия. Естествените му местообитания са храстовата растителност от средиземноморски тип.